# Troisième circonscription de l'Essonne
La troisième circonscription de l’Essonne, aussi appelée circonscription de Dourdan — Brétigny-sur-Orge, est une circonscription électorale législative française, subdivision du département de l’Essonne dans la région Île-de-France. Elle est représentée durant la XVIe législature par le député Steevy Gustave (LÉ), élu à l'issue des élections législatives de 2024, sous l'étiquette du Nouveau Front populaire.

## Géographie

### Situation
| Type d'occupation           | Pourcentage | Superficie (en hectares) |
| --------------------------- | ----------- | ------------------------ |
| Espace urbain construit     | 11,6 %      | 4 870,72                 |
| Espace urbain non construit | 4,2 %       | 1 762,41                 |
| Espace rural                | 84,2 %      | 35 371,46                |
| Source : Iaurif             |             |                          |

La troisième circonscription de l’Essonne est située au centre-ouest du département de l’Essonne. Son altitude varie entre quarante-et-un mètres à Brétigny-sur-Orge et cent soixante-huit mètres à Bruyères-le-Châtel. La commune la plus étendue est Dourdan avec 3 064 hectares, la plus petite est Arpajon avec 240 hectares. En 2006, la commune la plus peuplée était Brétigny-sur-Orge avec 22 753 habitants contre seulement 67 habitants à Chatignonville.

### Composition
La troisième circonscription de l’Essonne est subdivisée en cinq cantons, comptant quarante-sept communes :
| Canton                      | Commune                    | Code Insee  | Population  | Maire                | Nuance politique |
| --------------------------- | -------------------------- | ----------- | ----------- | -------------------- | ---------------- |
| Canton d'Arpajon            | Arpajon                    | 91 3 01 021 | 10 574 hab. | Christian Béraud     | PS               |
| Canton d'Arpajon            | Avrainville                | 91 3 01 041 | 1 030 hab.  | Philippe Le Fol      | DVD              |
| Canton d'Arpajon            | Cheptainville              | 91 3 01 156 | 1 905 hab.  | Kim Delmotte         | PS               |
| Canton d'Arpajon            | Égly                       | 91 3 01 207 | 6 756 hab.  | Edouard Matt         | DVD              |
| Canton d'Arpajon            | Guibeville                 | 91 3 01 292 | 719 hab.    | Michel Collet        | G.S              |
| Canton d'Arpajon            | La Norville                | 91 3 01 457 | 4 075 hab.  | Fabienne Leguicher   | PS-DVG           |
| Canton d'Arpajon            | Leuville-sur-Orge          | 91 3 01 333 | 4 099 hab.  | Éric Braive          | DVG              |
| Canton d'Arpajon            | Saint-Germain-lès-Arpajon  | 91 3 01 552 | 9 338 hab.  | Norbert Santin       | DVD              |
| Canton de Brétigny-sur-Orge | Brétigny-sur-Orge          | 91 3 04 103 | 23 334 hab. | Nicolas Méary        | UDI-Horizons     |
| Canton de Brétigny-sur-Orge | Le Plessis-Pâté            | 91 3 04 494 | 4 036 hab.  | Sylvain Tanguy       | PS               |
| Canton de Brétigny-sur-Orge | Leudeville                 | 91 3 04 332 | 1 374 hab.  | Jean Pierre Lecomte  | SE               |
| Canton de Brétigny-sur-Orge | Marolles-en-Hurepoix       | 91 3 04 376 | 4 812 hab.  | Georges Joubert      | DVD-UDI          |
| Canton de Brétigny-sur-Orge | Saint-Vrain                | 91 3 04 579 | 2 813 hab.  | Corinne Cordier      | SE               |
| Canton de Dourdan           | Authon-la-Plaine           | 91 1 07 035 | 360 hab.    | Nicolas André        | DVD              |
| Canton de Dourdan           | Chatignonville             | 91 1 07 145 | 56 hab.     | Christian Thierry    | DVD              |
| Canton de Dourdan           | Corbreuse                  | 91 1 07 175 | 1 703 hab.  | José Correia         | SE               |
| Canton de Dourdan           | Dourdan                    | 91 1 07 200 | 9 984 hab.  | Paolo De Carvalho    | RE               |
| Canton de Dourdan           | La Forêt-le-Roi            | 91 1 07 247 | 481 hab.    | Marie-Ange Gagnebien | SE               |
| Canton de Dourdan           | Les Granges-le-Roi         | 91 1 07 284 | 1 067 hab.  | Stéphane Poussin     | DVG              |
| Canton de Dourdan           | Mérobert                   | 91 1 07 393 | 547 hab.    | Alain Martin         | DVD              |
| Canton de Dourdan           | Plessis-Saint-Benoist      | 91 1 07 495 | 308 hab.    | Carole Missault      | DVD              |
| Canton de Dourdan           | Richarville                | 91 1 07 519 | 408 hab.    | Carole Houdoin       | DVD              |
| Canton de Dourdan           | Roinville                  | 91 1 07 525 | 1 242 hab.  | Guillaume Bellinelli | SE               |
| Canton de Dourdan           | Saint-Escobille            | 91 1 07 547 | 460 hab.    | Yves Villate         | DVD              |
| Canton d'Étréchy            | Auvers-Saint-Georges       | 91 1 09 038 | 1 204 hab.  | Denis Meunier        | LR               |
| Canton d'Étréchy            | Bouray-sur-Juine           | 91 1 09 095 | 1 962 hab.  | Stéphane Galiné      | SE               |
| Canton d'Étréchy            | Chamarande                 | 91 1 09 132 | 1 091 hab.  | Patrick De Luca      | SE               |
| Canton d'Étréchy            | Chauffour-lès-Étréchy      | 91 1 09 148 | 135 hab.    | Fabien Pigeon        | DVD              |
| Canton d'Étréchy            | Étréchy                    | 91 1 09 226 | 6 295 hab.  | Julien Garcia        | DVD              |
| Canton d'Étréchy            | Janville-sur-Juine         | 91 1 09 318 | 1 863 hab.  | Séverine Galibert    | LR               |
| Canton d'Étréchy            | Lardy                      | 91 1 09 330 | 5 528 hab.  | Dominique Bougraud   | UDI              |
| Canton d'Étréchy            | Mauchamps                  | 91 1 09 378 | 286 hab.    | Thomas Gonsard       | DVG              |
| Canton d'Étréchy            | Souzy-la-Briche            | 91 1 09 602 | 382 hab.    | Christian Gourin     | UDI              |
| Canton d'Étréchy            | Torfou                     | 91 1 09 619 | 272 hab.    | Antoine Poupinel     | DVG              |
| Canton d'Étréchy            | Villeconin                 | 91 1 09 662 | 728 hab.    | Jean-Marc Foucher    | DVD              |
| Canton d'Étréchy            | Villeneuve-sur-Auvers      | 91 1 09 671 | 600 hab.    | Martine Huteau       | UDI              |
| Canton de Saint-Chéron      | Angervilliers              | 91 1 24 017 | 1 645 hab.  | Dany Boyer           | LR               |
| Canton de Saint-Chéron      | Boissy-sous-Saint-Yon      | 91 1 24 085 | 3 731 hab.  | Raoul Saada          | SE               |
| Canton de Saint-Chéron      | Breuillet                  | 91 1 24 105 | 8 319 hab.  | Véronique Mayeur     | DVD              |
| Canton de Saint-Chéron      | Breux-Jouy                 | 91 1 24 106 | 1 216 hab.  | Alberto Rodrigues    | SE               |
| Canton de Saint-Chéron      | Le Val-Saint-Germain       | 91 1 24 630 | 1 460 hab.  | Serge Deloges        | SE               |
| Canton de Saint-Chéron      | Saint-Chéron               | 91 1 24 540 | 4 799 hab.  | Jean-Marie Gelé      | DVD              |
| Canton de Saint-Chéron      | Saint-Cyr-sous-Dourdan     | 91 1 24 546 | 1 011 hab.  | Jean-Pierre Moulin   | DVD              |
| Canton de Saint-Chéron      | Saint-Maurice-Montcouronne | 91 1 24 568 | 1 641 hab.  | William Berrichillo  | SE               |
| Canton de Saint-Chéron      | Saint-Sulpice-de-Favières  | 91 1 24 578 | 324 hab.    | Olivier Petrilli     | SE               |
| Canton de Saint-Chéron      | Saint-Yon                  | 91 1 24 581 | 909 hab.    | Alexandre Touzet     | DVD              |
| Canton de Saint-Chéron      | Sermaise                   | 91 1 24 593 | 1 680 hab.  | Magali Hautefeuille  | SE               |

### Démographie
| 1968    | 1975    | 1982    | 1990    | 1999    | 2006    | 2010    |
| ------- | ------- | ------- | ------- | ------- | ------- | ------- |
| 241 473 | 317 366 | 312 781 | 119 128 | 131 147 | 140 592 | 136 836 |

### Pyramide des âges
| Hommes | Classe d’âge   | Femmes |
| ------ | -------------- | ------ |
| 11,0   | 65 ans et plus | 14,0   |
| 60,1   | 20 à 64 ans    | 59,2   |
| 28,9   | 0 à 19 ans     | 26,8   |

## Historique
La troisième circonscription de l’Essonne a été créée par la loi organique no 66-501 du 12 juillet 1966, elle comptait alors le canton d'Athis-Mons, le canton de Juvisy-sur-Orge, le canton de Longjumeau, le canton de Massy et le canton de Savigny-sur-Orge dans leurs définitions de 1964. Elle a été modifiée par la loi organique no 86-1197 du 24 novembre 1986 et comprend depuis le canton d'Arpajon, le canton de Brétigny-sur-Orge, le canton de Dourdan, le canton d'Étréchy et le canton de Saint-Chéron. L'ordonnance no 2009-935 du 29 juillet 2009 portant répartition des sièges et délimitation des circonscriptions pour l'élection des députés a soustrait de la troisième circonscription les communes de Bruyères-le-Châtel et Ollainville, rattachée au canton d'Arpajon pour les ajouter à la quatrième circonscription voisine.

## Représentation

### Députés de la troisième circonscription législative de l’Essonne
| Période                                  | Période     | Identité              | Étiquette | Qualité |
| ---------------------------------------- | ----------- | --------------------- | --------- | --- |
| 1967                                     | 1968        | Pierre Juquin         | PCF       | |
| 1968                                     | 1973        | Jacques Mercier       | UDR       | |
| 1973                                     | 1981        | Pierre Juquin,        | PCF       | |
| 1981                                     | 1986        | Claude Germon         | PS        | Maire de Massy |
| 1986                                     | 1988        | Indéterminé           |           | |
| 1988                                     | 1993        | Yves Tavernier        | PS        | Maire de Dourdan, Conseiller général                                                                                 |
| 1993                                     | 1995        | Jean de Boishue       | RPR       | Maire de Brétigny-sur-Orge                                                                                           |
| 1995                                     | 1997        | Geneviève Colot       | RPR       | Maire de Saint-Cyr-sous-Dourdan                                                                                      |
| 1997                                     | 2002        | Yves Tavernier        | PS        | Maire de Dourdan, Conseiller général                                                                                 |
| 2002                                     | 2012        | Geneviève Colot,      | UMP       | Maire de Saint-Cyr-sous-Dourdan                                                                                      |
| 2012                                     | 2017        | Michel Pouzol         | PS        | Conseiller général du canton de Brétigny-sur-Orge (2008-2015), conseiller municipal de Brétigny-sur-Orge (2008-2012) |
| 2017                                     | 2022        | Laëtitia Romeiro Dias | LREM      | |
| 2022                                     | 9 juin 2024 | Alexis Izard          | LREM      | Conseiller municipal de Savigny-sur-Orge                                                                             |
| 7 juillet 2024                           | En cours    | Steevy Gustave        | LÉ        | |
| Les données manquantes sont à compléter. |             |                       |           | |

## Résultats électoraux

### Élections législatives de 1967
| Candidat       | Candidat          | Parti          | Premier tour | Premier tour | Second tour | Second tour |  |
| Candidat       | Candidat          | Parti          | Voix         | %            | Voix        | %           |  |
| -------------- | ----------------- | -------------- | ------------ | ------------ | ----------- | ----------- |  |
|                | Pierre Juquin élu | PCF            | 29 012       | 31,09        | 47 119      | 53,46       |  |
|                | Roger Barberot    | UD-Ve          | 28 305       | 30,33        | 41 017      | 46,54       |  |
|                | Henri Longuet     | CD (PDM)       | 23 750       | 25,45        | Retrait     | Retrait     |  |
|                | Michel Aubert     | FGDS (SFIO)    | 12 263       | 13,14        | Retrait     | Retrait     |  |
|                |                   |                |              |              |             |             |  |
| Inscrits       | Inscrits          | Inscrits       | 113 940      | 100,00       | 113 926     | 100,00      |  |
| Abstentions    | Abstentions       | Abstentions    | 19 048       | 16,72        | 21 254      | 18,66       |  |
| Votants        | Votants           | Votants        | 94 892       | 83,28        | 92 672      | 81,34       |  |
| Blancs et nuls | Blancs et nuls    | Blancs et nuls | 1 562        | 1,65         | 4 536       | 4,89        |  |
| Exprimés       | Exprimés          | Exprimés       | 93 330       | 98,35        | 88 136      | 95,11       |  |

Le suppléant de Pierre Juquin était Charles Guyonneau, maire adjoint de Massy.

### Élections législatives de 1968
| Candidat       | Candidat              | Parti          | Premier tour | Premier tour | Second tour | Second tour |  |
| Candidat       | Candidat              | Parti          | Voix         | %            | Voix        | %           |  |
| -------------- | --------------------- | -------------- | ------------ | ------------ | ----------- | ----------- |  |
|                | Pierre Juquin sortant | PCF            | 28 535       | 31,53        | 40 574      | 46,85       |  |
|                | Jacques Mercier élu   | UDR (URP)      | 27 212       | 30,07        | 45 402      | 52,43       |  |
|                | Henri Longuet         | CD (PDM)       | 20 806       | 22,99        | 625         | 0,72        |  |
|                | Yves Tavernier        | PSU            | 5 888        | 6,51         |             |             |  |
|                | Henri Thuillier       | FGDS (CIR)     | 4 935        | 5,45         |             |             |  |
|                | M. Charrier           | TD             | 2 120        | 2,34         |             |             |  |
|                | Robert Attal          | Radsoc         | 994          | 1,1          |             |             |  |
|                |                       |                |              |              |             |             |  |
| Inscrits       | Inscrits              | Inscrits       | 116 424      | 100,00       | 116 425     | 100,00      |  |
| Abstentions    | Abstentions           | Abstentions    | 22 426       | 19,26        | 26 536      | 22,79       |  |
| Votants        | Votants               | Votants        | 93 998       | 80,74        | 89 889      | 77,21       |  |
| Blancs et nuls | Blancs et nuls        | Blancs et nuls | 3 508        | 3,73         | 3 288       | 3,66        |  |
| Exprimés       | Exprimés              | Exprimés       | 90 490       | 96,27        | 86 601      | 96,34       |  |

Le suppléant de Jacques Mercier était Jean-Louis Roche, conseiller pédagogique à l'École normale supérieure, de Viry-Châtillon.

### Élections législatives de 1973
| Candidat       | Candidat           | Parti                     | Premier tour | Premier tour | Second tour | Second tour |  |
| Candidat       | Candidat           | Parti                     | Voix         | %            | Voix        | %           |  |
| -------------- | ------------------ | ------------------------- | ------------ | ------------ | ----------- | ----------- |  |
|                | Pierre Juquin élu  | PCF                       | 37 487       | 31,72        | 60 840      | 52,38       |  |
|                | René L'Helguen     | CDP (URP)                 | 29 848       | 25,25        | 55 313      | 47,62       |  |
|                | Jean Derôme        | PS (UGSD)                 | 17 306       | 14,64        | Retrait     | Retrait     |  |
|                | Robert Bordes      | MR                        | 17 005       | 14,39        | Retrait     | Retrait     |  |
|                | Michel Casier      | Divers droite             | 4 463        | 3,78         |             |             |  |
|                | René Cruse         | PSU                       | 4 311        | 3,65         |             |             |  |
|                | Alain Krivine      | LCR                       | 2 258        | 1,91         |             |             |  |
|                | Bernard Bertry     | Divers droite (Gaulliste) | 2 110        | 1,79         |             |             |  |
|                | Philippe Paulin    | FN                        | 1 781        | 1,51         |             |             |  |
|                | Bernard Félix      | FP                        | 965          | 0,82         |             |             |  |
|                | Jean-Jacques Marie | OCT                       | 654          | 0,55         |             |             |  |
|                |                    |                           |              |              |             |             |  |
| Inscrits       | Inscrits           | Inscrits                  | 145 833      | 100,00       | 145 669     | 100,00      |  |
| Abstentions    | Abstentions        | Abstentions               | 25 086       | 17,2         | 24 536      | 16,84       |  |
| Votants        | Votants            | Votants                   | 120 747      | 82,8         | 121 133     | 83,16       |  |
| Blancs et nuls | Blancs et nuls     | Blancs et nuls            | 2 559        | 2,12         | 4 980       | 4,11        |  |
| Exprimés       | Exprimés           | Exprimés                  | 118 188      | 97,88        | 116 153     | 95,89       |  |

La suppléante de Pierre Juquin était Geneviève Rodriguez, maire de Morsang-sur-Orge.

### Élections législatives de 1978
| Candidat       | Candidat                    | Parti          | Premier tour | Premier tour | Second tour | Second tour |  |
| Candidat       | Candidat                    | Parti          | Voix         | %            | Voix        | %           |  |
| -------------- | --------------------------- | -------------- | ------------ | ------------ | ----------- | ----------- |  |
|                | Pierre Juquin sortant réélu | PCF            | 42 860       | 29,27        | 76 323      | 53,19       |  |
|                | Claude Germon               | PS             | 32 982       | 22,53        | Retrait     | Retrait     |  |
|                | Roger Tagand                | RPR            | 31 077       | 21,23        | 67 164      | 46,81       |  |
|                | Marc Bourgeois              | UDF (CDS)      | 23 033       | 15,73        | Retrait     | Retrait     |  |
|                | Jean Emin                   | Écologie 78    | 8 679        | 5,93         |             |             |  |
|                | Marie-Thérèse Cuffini       | PSU (FA)       | 1 548        | 1,06         |             |             |  |
|                | Alain Forget                | MRG            | 1 487        | 1,02         |             |             |  |
|                | Claude Nephtali             | LO             | 1 473        | 1,01         |             |             |  |
|                | Robert Bordes               | FRP            | 1 331        | 0,91         |             |             |  |
|                | Gérard Caille               | OCT            | 1 137        | 0,78         |             |             |  |
|                | Maurice Zard                | Divers droite  | 455          | 0,31         |             |             |  |
|                | Pierre Godefroy             | UOPDP          | 345          | 0,24         |             |             |  |
|                | L. Usselmann                | Divers         | 1            | 0            |             |             |  |
|                |                             |                |              |              |             |             |  |
| Inscrits       | Inscrits                    | Inscrits       | 181 284      | 100,00       | 179 125     | 100,00      |  |
| Abstentions    | Abstentions                 | Abstentions    | 33 251       | 18,34        | 29 782      | 16,63       |  |
| Votants        | Votants                     | Votants        | 148 033      | 81,66        | 149 343     | 83,37       |  |
| Blancs et nuls | Blancs et nuls              | Blancs et nuls | 1 625        | 1,1          | 5 856       | 3,92        |  |
| Exprimés       | Exprimés                    | Exprimés       | 146 408      | 98,9         | 143 487     | 96,08       |  |

La suppléante de Pierre Juquin était Sylvie Jan.

### Élections législatives de 1981
| Candidat       | Candidat              | Parti             | Premier tour | Premier tour | Second tour | Second tour |  |
| Candidat       | Candidat              | Parti             | Voix         | %            | Voix        | %           |  |
| -------------- | --------------------- | ----------------- | ------------ | ------------ | ----------- | ----------- |  |
|                | Claude Germon élu     | PS                | 43 649       | 34,72        | 77 350      | 61,05       |  |
|                | Pierre Juquin sortant | PCF               | 32 962       | 26,22        | Retrait     | Retrait     |  |
|                | Roger Tagand          | RPR (UNM)         | 31 502       | 25,06        | 49 343      | 38,95       |  |
|                | Roland Rebois         | UDF (CDS)         | 10 506       | 8,35         |             |             |  |
|                | Jean-Claude Nicaise   | Divers écologiste | 3 354        | 2,67         |             |             |  |
|                | Annie Rambion         | PSU               | 1 280        | 1,02         |             |             |  |
|                | Georges Serfati       | Divers droite     | 797          | 0,63         |             |             |  |
|                | Michel Gauvry         | LO                | 732          | 0,58         |             |             |  |
|                | Jacques Martin        | Divers droite     | 706          | 0,56         |             |             |  |
|                | Dominique Mouchez     | Divers gauche     | 122          | 0,10         |             |             |  |
|                | Michel Fiant          | CCA               | 108          | 0,08         |             |             |  |
|                |                       |                   |              |              |             |             |  |
| Inscrits       | Inscrits              | Inscrits          | 187 019      | 100,00       | 186 986     | 100,00      |  |
| Abstentions    | Abstentions           | Abstentions       | 60 002       | 32,08        | 57 064      | 30,52       |  |
| Votants        | Votants               | Votants           | 127 017      | 67,92        | 129 922     | 69,48       |  |
| Blancs et nuls | Blancs et nuls        | Blancs et nuls    | 1 299        | 1,02         | 3 229       | 2,49        |  |
| Exprimés       | Exprimés              | Exprimés          | 125 718      | 98,98        | 126 693     | 97,51       |  |

Le suppléant de Claude Germon était Louis Desbordes, adjoint au maire de Sainte-Geneviève-des-Bois.

### Élections législatives de 1988
| Candidat       | Candidat                     | Parti          | Premier tour | Premier tour | Second tour | Second tour |  |
| Candidat       | Candidat                     | Parti          | Voix         | %            | Voix        | %           |  |
| -------------- | ---------------------------- | -------------- | ------------ | ------------ | ----------- | ----------- |  |
|                | Yves Tavernier sortant réélu | PS             | 19 376       | 40,63        | 27 337      | 52,89       |  |
|                | Jean de Boishue              | RPR (URC)      | 17 613       | 36,93        | 24 354      | 47,11       |  |
|                | Alain Blin                   | PCF            | 5 703        | 11,96        |             |             |  |
|                | Patrice Lépine               | FN             | 4 998        | 10,48        |             |             |  |
|                | Roselyne Schiffer            | POE            | 0            | 0            |             |             |  |
|                |                              |                |              |              |             |             |  |
| Inscrits       | Inscrits                     | Inscrits       | 72 483       | 100,00       | 72 463      | 100,00      |  |
| Abstentions    | Abstentions                  | Abstentions    | 24 004       | 33,12        | 19 564      | 27          |  |
| Votants        | Votants                      | Votants        | 48 479       | 66,88        | 52 899      | 73          |  |
| Blancs et nuls | Blancs et nuls               | Blancs et nuls | 789          | 1,63         | 1 208       | 2,28        |  |
| Exprimés       | Exprimés                     | Exprimés       | 47 690       | 98,37        | 51 691      | 97,72       |  |

Le suppléant d'Yves Tavernier était Paul Loridant, adjoint de direction à la Banque de France, maire des Ulis.

### Élections législatives de 1993
| Candidat       | Candidat               | Parti          | Premier tour | Premier tour | Second tour | Second tour |  |
| Candidat       | Candidat               | Parti          | Voix         | %            | Voix        | %           |  |
| -------------- | ---------------------- | -------------- | ------------ | ------------ | ----------- | ----------- |  |
|                | Jean de Boishue élu    | RPR (UPF)      | 20 341       | 37,84        | 28 224      | 54,34       |  |
|                | Yves Tavernier sortant | PS (ADFP)      | 11 120       | 20,68        | 23 718      | 45,66       |  |
|                | Michel Jazarguer       | FN             | 7 314        | 13,6         |             |             |  |
|                | Francis Chalot         | Les Verts (EÉ) | 5 211        | 9,69         |             |             |  |
|                | Jean Saint-Étienne     | PCF            | 4 892        | 9,1          |             |             |  |
|                | Christiane Dor         | RDRP           | 1 355        | 2,52         |             |             |  |
|                | Sylvie Lironcourt      | LO             | 1 244        | 2,31         |             |             |  |
|                | Christian-Amand Huet   | LT-LNÉ         | 976          | 1,82         |             |             |  |
|                | Michel Derain          | UÉD            | 668          | 1,24         |             |             |  |
|                | Joël-Henry Havet       | CNIP           | 639          | 1,19         |             |             |  |
|                |                        |                |              |              |             |             |  |
| Inscrits       | Inscrits               | Inscrits       | 78 871       | 100,00       | 78 871      | 100,00      |  |
| Abstentions    | Abstentions            | Abstentions    | 22 778       | 28,88        | 22 848      | 28,97       |  |
| Votants        | Votants                | Votants        | 56 093       | 71,12        | 56 023      | 71,03       |  |
| Blancs et nuls | Blancs et nuls         | Blancs et nuls | 2 333        | 4,16         | 4 081       | 7,28        |  |
| Exprimés       | Exprimés               | Exprimés       | 53 760       | 95,84        | 51 942      | 92,72       |  |

La suppléante de Jean de Boishue était Geneviève Colot, maire de Saint-Cyr-sous-Dourdan. Geneviève Colot remplaça Jean de Boishue, nommé membre du gouvernement, du 19 juin 1995 au 21 avril 1997.

### Élections législatives de 1997
| Candidat                     | Candidat           | Parti                 | Premier tour | Premier tour | Second tour | Second tour |  |
| Candidat                     | Candidat           | Parti                 | Voix         | %            | Voix        | %           |  |
| ---------------------------- | ------------------ | --------------------- | ------------ | ------------ | ----------- | ----------- |  |
|                              | Jean de Boishue    | RPR                   | 15 229       | 28,31        | 26 888      | 47,42       |  |
|                              | Yves Tavernier élu | PS                    | 14 822       | 27,56        | 29 816      | 52,58       |  |
|                              | François Salanie   | FN                    | 8 517        | 15,83        |             |             |  |
|                              | Philippe Camo      | PCF                   | 4 387        | 8,16         |             |             |  |
|                              | Gérard Deletraz    | LDI (MPF)             | 1 830        | 3,40         |             |             |  |
|                              | Sylvie Lironcourt  | LO                    | 1 793        | 3,33         |             |             |  |
|                              | Christophe Lepage  | MDC                   | 1 732        | 3,22         |             |             |  |
|                              | Thierry Berichvili | Extrême gauche (SÉGA) | 1 619        | 3,01         |             |             |  |
|                              | Akim Ali           | GÉ                    | 1 388        | 2,58         |             |             |  |
|                              | Renaud Sicard      | MÉI                   | 923          | 1,72         |             |             |  |
|                              | Yannick Dabrowski  | Divers gauche (4J)    | 786          | 1,46         |             |             |  |
|                              | Jeanne Bordelet    | LCR                   | 528          | 0,98         |             |             |  |
|                              | Jean-Pierre Vialle | Divers gauche (IR)    | 232          | 0,43         |             |             |  |
|                              | Françoise Aloughi  | Divers                | 0            | 0,00         |             |             |  |
|                              |                    |                       |              |              |             |             |  |
| Inscrits                     | Inscrits           | Inscrits              | 81 784       | 100,00       | 81 778      | 100,00      |  |
| Abstentions                  | Abstentions        | Abstentions           | 25 291       | 30,92        | 21 695      | 26,53       |  |
| Votants                      | Votants            | Votants               | 56 493       | 69,08        | 60 083      | 73,47       |  |
| Blancs et nuls               | Blancs et nuls     | Blancs et nuls        | 2 707        | 4,79         | 3 379       | 5,62        |  |
| Exprimés                     | Exprimés           | Exprimés              | 53 786       | 95,21        | 56 704      | 94,38       |  |
| Source : Assemblée nationale |                    |                       |              |              |             |             |  |

Le suppléant d'Yves Tavernier était Jean-Pierre Pillon, enseignant en droit public, chargé de mission au Ministère de la Justice, conseiller municipal de Brétigny-sur-Orge.

### Élections législatives de 2002
| Candidat       | Candidat               | Parti             | Premier tour | Premier tour | Second tour | Second tour |  |
| Candidat       | Candidat               | Parti             | Voix         | %            | Voix        | %           |  |
| -------------- | ---------------------- | ----------------- | ------------ | ------------ | ----------- | ----------- |  |
|                | Yves Tavernier sortant | PS                | 19 629       | 34,53        | 24 371      | 45,97       |  |
|                | Geneviève Colot élue   | UMP               | 18 891       | 33,24        | 28 643      | 54,03       |  |
|                | Roger Garnero          | FN                | 6 452        | 11,35        |             |             |  |
|                | Jean-Marc Tyberg       | UDF               | 5 080        | 8,94         |             |             |  |
|                | Christophe Lepage      | Pôle républicain  | 2 009        | 3,53         |             |             |  |
|                | Alissa El Ayeb         | LCR               | 947          | 1,67         |             |             |  |
|                | Simon Gay              | Divers écologiste | 930          | 1,64         |             |             |  |
|                | Pierre Lemaire         | MNR               | 620          | 1,09         |             |             |  |
|                | Joëlle Venot           | LO                | 588          | 1,03         |             |             |  |
|                | Cécile Dubois          | MPF               | 492          | 0,87         |             |             |  |
|                | Fernand Hampartzoumian | Divers écologiste | 481          | 0,85         |             |             |  |
|                | Yannick Villardier     | CPNT              | 398          | 0,70         |             |             |  |
|                | Ginette Labatut        | Extrême gauche    | 322          | 0,57         |             |             |  |
|                |                        |                   |              |              |             |             |  |
| Inscrits       | Inscrits               | Inscrits          | 86 872       | 100,00       | 86 873      | 100,00      |  |
| Abstentions    | Abstentions            | Abstentions       | 29 088       | 33,48        | 32 160      | 37,02       |  |
| Votants        | Votants                | Votants           | 57 784       | 66,52        | 54 713      | 62,98       |  |
| Blancs et nuls | Blancs et nuls         | Blancs et nuls    | 945          | 1,64         | 1 699       | 3,11        |  |
| Exprimés       | Exprimés               | Exprimés          | 56 839       | 98,36        | 53 014      | 96,89       |  |

Le suppléant de Geneviève Colot était Jean Levilly, maire de Saint-Vrain, ingénieur informatique.

### Élections législatives de 2007
| Candidat                          | Candidat                        | Parti                  | Premier tour | Premier tour | Second tour | Second tour |
| Candidat                          | Candidat                        | Parti                  | Voix         | %            | Voix        | %           |
| --------------------------------- | ------------------------------- | ---------------------- | ------------ | ------------ | ----------- | ----------- |
|                                   | Geneviève Colot sortante réélue | UMP                    | 25 572       | 44,46        | 29 240      | 54,58       |
|                                   | Brigitte Zins                   | PS                     | 14 291       | 24,85        | 24 336      | 45,42       |
|                                   | Bertrand Julie                  | UDF–MoDem              | 6 977        | 12,13        |             |             |
|                                   | Laurence Bonzani                | Les Verts              | 2 253        | 3,92         |             |             |
|                                   | Philippe Camo                   | PCF                    | 2 248        | 3,91         |             |             |
|                                   | Brigitte Dutey-Harispe          | FN                     | 2 143        | 3,73         |             |             |
|                                   | Christelle Deparpe              | Extrême gauche (LCR)   | 1 509        | 2,62         |             |             |
|                                   | Marie-Christine Phillips        | MPF                    | 952          | 1,66         |             |             |
|                                   | Danièle Samain                  | Divers écologiste (GÉ) | 734          | 1,28         |             |             |
|                                   | Joëlle Venot                    | Extrême gauche (LO)    | 431          | 0,75         |             |             |
|                                   | Michel Cullus                   | Extrême droite (MNR)   | 320          | 0,56         |             |             |
|                                   | Jacob Vladimir Balga            | Divers écologiste      | 86           | 0,15         |             |             |
|                                   |                                 |                        |              |              |             |             |
| Inscrits                          | Inscrits                        | Inscrits               | 93 556       | 100,00       | 93 545      | 100,00      |
| Abstentions                       | Abstentions                     | Abstentions            | 35 313       | 37,75        | 38 420      | 41,07       |
| Votants                           | Votants                         | Votants                | 58 243       | 62,25        | 55 125      | 58,93       |
| Blancs et nuls                    | Blancs et nuls                  | Blancs et nuls         | 727          | 1,25         | 1 549       | 2,81        |
| Exprimés                          | Exprimés                        | Exprimés               | 57 516       | 98,75        | 53 576      | 97,19       |
| Source : Ministère de l'Intérieur |                                 |                        |              |              |             |             |

### Élections législatives de 2012
| Candidat       | Candidat                 | Parti          | Premier tour | Premier tour | Second tour | Second tour |  |
| Candidat       | Candidat                 | Parti          | Voix         | %            | Voix        | %           |  |
| -------------- | ------------------------ | -------------- | ------------ | ------------ | ----------- | ----------- |  |
|                | Michel Pouzol élue       | PS             | 17 325       | 32,18        | 27 202      | 52,98       |  |
|                | Geneviève Colot sortante | UMP            | 15 541       | 28,87        | 24 141      | 47,02       |  |
|                | Françoise Andrieu        | FN             | 8 635        | 16,04        |             |             |  |
|                | Steevy Gustave           | EÉLV           | 4 105        | 7,62         |             |             |  |
|                | Philippe Camo            | FG (PCF)       | 3 775        | 7,01         |             |             |  |
|                | Nicolas Méary            | MoDem          | 2 191        | 4,07         |             |             |  |
|                | Sophie Legoff            | DLR            | 1 020        | 1,89         |             |             |  |
|                | Bernadette Lamiscarre    | AÉI            | 663          | 1,23         |             |             |  |
|                | Laurence Roëder-Gryson   | NPA            | 252          | 0,47         |             |             |  |
|                | Joëlle Lopes-Venot       | LO             | 200          | 0,37         |             |             |  |
|                | Nadège Boissière         | POI            | 130          | 0,24         |             |             |  |
|                |                          |                |              |              |             |             |  |
| Inscrits       | Inscrits                 | Inscrits       | 92 141       | 100,00       | 92 133      | 100,00      |  |
| Abstentions    | Abstentions              | Abstentions    | 37 656       | 40,87        | 39 174      | 42,52       |  |
| Votants        | Votants                  | Votants        | 54 485       | 59,13        | 52 959      | 57,48       |  |
| Blancs et nuls | Blancs et nuls           | Blancs et nuls | 648          | 1,19         | 1 616       | 3,05        |  |
| Exprimés       | Exprimés                 | Exprimés       | 53 837       | 98,81        | 51 343      | 96,95       |  |

### Élections législatives de 2017
|                                                                            | |                           |                           |                          |                          |
|                                                                            | | Premier tour 11 juin 2017 | Premier tour 11 juin 2017 | Second tour 18 juin 2017 | Second tour 18 juin 2017 |
|                                                                            | |                           |                           |                          |                          |
|                                                                            | | Nombre                    | % des inscrits            | Nombre                   | % des inscrits           |
| Inscrits                                                                   | Inscrits                                                                                                | 95 807                    | 100,00                    | 95 818                   | 100,00                   |
| Abstentions                                                                | Abstentions                                                                                             | 46 714                    | 48,76                     | 53 866                   | 56,22                    |
| Votants                                                                    | Votants                                                                                                 | 49 093                    | 51,24                     | 41 952                   | 43,78                    |
|                                                                            | |                           | % des votants             |                          | % des votants            |
| Bulletins blancs                                                           | Bulletins blancs                                                                                        | 565                       | 1,15                      | 2 915                    | 6,95                     |
| Bulletins nuls                                                             | Bulletins nuls                                                                                          | 225                       | 0,46                      | 1 264                    | 3,01                     |
| Suffrages exprimés                                                         | Suffrages exprimés                                                                                      | 48 303                    | 98,39                     | 37 773                   | 90,04                    |
|                                                                            | |                           |                           |                          |                          |
| Candidat Étiquette politique (partis et alliances)                         | Candidat Étiquette politique (partis et alliances)                                                      | Voix                      | % des exprimés            | Voix                     | % des exprimés           |
|                                                                            | |                           |                           |                          |                          |
|                                                                            | Laëtitia Romeiro Dias La République en marche                                                           | 16 908                    | 35,00                     | 21 684                   | 57,41                    |
|                                                                            | Virginie Araujo La France insoumise                                                                     | 6 635                     | 13,74                     | 16 089                   | 42,59                    |
|                                                                            | François Helie Front national                                                                           | 6 085                     | 12,60                     |                          |                          |
|                                                                            | Michel Pouzol (député sortant) Parti socialiste (Europe Écologie Les Verts - Parti communiste français) | 5 665                     | 11,73                     |                          |                          |
|                                                                            | Nicolas Méary Union des démocrates et indépendants (Les Républicains)                                   | 5 617                     | 11,63                     |                          |                          |
|                                                                            | Bernard Sprotti Divers droite                                                                           | 3 929                     | 8,13                      |                          |                          |
|                                                                            | Régis Duval Divers droite (Debout la France)                                                            | 1 001                     | 2,07                      |                          |                          |
|                                                                            | Paul-Henri Baure Écologiste (Confédération pour l'homme, l'animal et la planète)                        | 873                       | 1,81                      |                          |                          |
|                                                                            | Stéphanie Leone Écologiste (Mouvement 100 %)                                                            | 400                       | 0,83                      |                          |                          |
|                                                                            | Alexiane Fornel-Chaze Divers (Parti animaliste)                                                         | 365                       | 0,76                      |                          |                          |
|                                                                            | Menana Et-Triref Divers (Union populaire républicaine)                                                  | 264                       | 0,55                      |                          |                          |
|                                                                            | Joëlle Venot Lutte ouvrière                                                                             | 262                       | 0,54                      |                          |                          |
|                                                                            | Jean-Claude Sabattier Divers droite (Parti chrétien-démocrate)                                          | 204                       | 0,42                      |                          |                          |
|                                                                            | Alain Hauchamp Divers droite (Souveraineté, identité et libertés)                                       | 94                        | 0,19                      |                          |                          |
|                                                                            | Blandine Roy Divers (Parti pirate)                                                                      | 1                         | 0,00                      |                          |                          |
| Source : Ministère de l'Intérieur - Troisième circonscription de l'Essonne | |                           |                           |                          |                          |

### Élections législatives de 2022
Les élections législatives françaises de 2022 ont eu lieu les dimanches 12 et 19 juin 2022. La députée sortante Laëtitia Romeiro Dias ne se représentait pas.
| Candidat                 | Candidat                 | Parti et coalition       | Nuance                   | Premier tour | Premier tour | Second tour | Second tour |
| Candidat                 | Candidat                 | Parti et coalition       | Nuance                   | Voix         | %            | Voix        | %           |
| ------------------------ | ------------------------ | ------------------------ | ------------------------ | ------------ | ------------ | ----------- | ----------- |
|                          | Steevy Gustave           | EELV (NUPES)             | NUP                      | 13 941       | 28,72        | 21 659      | 48,82       |
|                          | Alexis Izard             | LREM (ENS)               | ENS                      | 12 447       | 25,65        | 22 706      | 51,18       |
|                          | Gilbert Mousnier         | RN                       | RN                       | 8 612        | 17,74        |             |             |
|                          | Isabelle Perdereau       | LR (UDC)                 | LR                       | 5 112        | 10,53        |             |             |
|                          | Paul-Henri Baure         | LT-LNÉ                   | ECO                      | 1 978        | 4,08         |             |             |
|                          | Sheherazade Benahmed     | REC                      | REC                      | 1 899        | 3,91         |             |             |
|                          | Mehdi Kemoune            | NGS (FGR)                | DVG                      | 1 225        | 2,52         |             |             |
|                          | Jean-Paul Charvillat     | DIV                      | DIV                      | 1 121        | 2,31         |             |             |
|                          | Alice Moreira            | LP (UPF)                 | DSV                      | 1 000        | 2,06         |             |             |
|                          | Gérard Lemoigne          | PA                       | ECO                      | 809          | 1,67         |             |             |
|                          | Joëlle Lopès-Venot       | LO                       | DXG                      | 391          | 0,81         |             |             |
|                          |                          |                          |                          |              |              |             |             |
| Votes valides            | Votes valides            | Votes valides            | Votes valides            | 48 535       | 98,09        | 44 365      | 92,04       |
| Votes blancs             | Votes blancs             | Votes blancs             | Votes blancs             | 697          | 1,41         | 2 753       | 5,71        |
| Votes nuls               | Votes nuls               | Votes nuls               | Votes nuls               | 250          | 0,51         | 1 085       | 2,25        |
| Total                    | Total                    | Total                    | Total                    | 49 482       | 100          | 48 203      | 100         |
| Abstention               | Abstention               | Abstention               | Abstention               | 49 228       | 49,87        | 50 525      | 51,18       |
| Inscrits / participation | Inscrits / participation | Inscrits / participation | Inscrits / participation | 98 710       | 50,13        | 98 728      | 48,82       |

### Élections législatives de 2024
Le 9 juin 2024 le président Emmanuel Macron dissout l'Assemblée nationale et convoque de nouvelles élections législatives. Les élections législatives françaises de 2024 débutent trois semaines plus tard, les dimanches 30 juin 2024 et 7 juillet 2024. Le RN arrive en tête du Premier tour pour la première fois dans la circonscription. Le député sortant Alexis Izard retire sa candidature pour le second tour.
| Candidat                 | Candidat                 | Parti et coalition       | Nuance                   | Premier tour | Premier tour | Second tour | Second tour |
| Candidat                 | Candidat                 | Parti et coalition       | Nuance                   | Voix         | %            | Voix        | %           |
| ------------------------ | ------------------------ | ------------------------ | ------------------------ | ------------ | ------------ | ----------- | ----------- |
|                          | Stefan Milosevic         | RN                       | RN                       | 22 290       | 33,01        | 26 996      | 43,29       |
|                          | Steevy Gustave           | EELV (NFP)               | UG                       | 20 874       | 30,91        | 35 365      | 56,71       |
|                          | Alexis Izard             | RE (ENS)                 | ENS                      | 20 189       | 29,90        | Retrait     | Retrait     |
|                          | Catherine Bompard        | LMPA (TUPV)              | DIV                      | 2 453        | 3,63         |             |             |
|                          | Denis Tranier            | REC                      | REC                      | 925          | 1,37         |             |             |
|                          | Joëlle Lopes-Venot       | LO                       | EXG                      | 713          | 1,06         |             |             |
|                          | Salvador Ribeiro         |                          | DIV                      | 82           | 0,12         |             |             |
|                          |                          |                          |                          |              |              |             |             |
| Votes valides            | Votes valides            | Votes valides            | Votes valides            | 67 526       | 97,48        | 62 360      | 90,96       |
| Votes blancs             | Votes blancs             | Votes blancs             | Votes blancs             | 1 293        | 1,87         | 4 989       | 7,28        |
| Votes nuls               | Votes nuls               | Votes nuls               | Votes nuls               | 451          | 0,65         | 1 211       | 1,77        |
| Total                    | Total                    | Total                    | Total                    | 99 134       | 100          | 99 150      | 100         |
| Abstention               | Abstention               | Abstention               | Abstention               | 29 864       | 30,12        | 30 590      | 30,85       |
| Inscrits / participation | Inscrits / participation | Inscrits / participation | Inscrits / participation | 69 270       | 69,88        | 68 560      | 69,15       |

### Autre élections
- Élections législatives de 1993 : 54,34 % pour Jean de Boishue (RPR), 45,66 % pour Yves Tavernier (PS), 71,03 % de participation[25].
- Élections législatives de 1997 : 52,58 % pour Yves Tavernier (PS), 47,42 % pour Jean de Boishue (RPR), 73,47 % de participation[26].
- Élections législatives de 2002 : 54,03 % pour Geneviève Colot (UMP), 45,97 % pour Yves Tavernier (PS), 62,98 % de participation[27].
- Élections législatives de 2007 : 54,58 % pour Geneviève Colot (UMP), 45,42 % pour Brigitte Zins (PS), 58,93 % de participation[28].
- Élections législatives de 2012 : 52,98 % pour Michel Pouzol (PS), 47,02 % pour Geneviève Colot (UMP), 57,48 % de participation[29].
- Élections législatives de 2017 : 57,41 % pour Laëtitia Romeiro Dias (LREM), 42,59 % pour Virginie Araujo (FI), 43,78 % de participation[30].